# باغ بندبزرگ
باغ بندبزرگ یک روستا در ایران است که در استان فارس واقع شده‌است.